# Католицька церква в Зімбабве

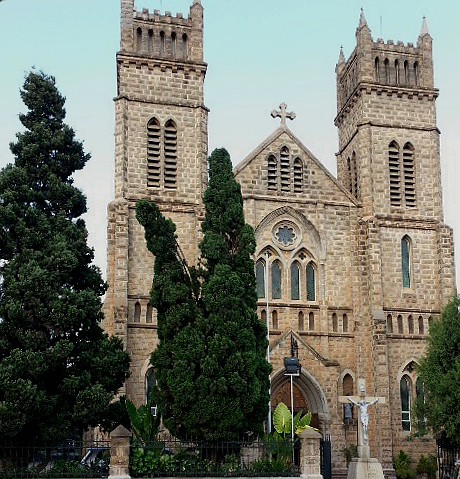

Като́лицька це́рква в Зімба́бве — друга християнська конфесія Зімбабве. Складова всесвітньої Католицької церкви, яку очолює на Землі римський папа. Керується конференцією єпископів. Станом на 2004 рік у країні нараховувалося близько 1 282 000 католиків (8,79% від усього населення). Існувало 8 діоцезій, які об'єднували 208 церковних парафій.  Кількість  священиків — 403 (з них представники секулярного духовенства — 183, члени чернечих організацій — 220), постійних дияконів — 12, монахів — 528, монахинь — 1049.